# Liste der Monuments historiques in Loison
Die Liste der Monuments historiques in Loison führt die Monuments historiques in der französischen Gemeinde Loison auf.

## Liste der Objekte
| Bezeichnung                  | Beschreibung                               | Standort                        | Kennzeichnung | Schutzstatus | Datum | Bild |
| ---------------------------- | ------------------------------------------ | ------------------------------- | ------------- | ------------ | ----- | ---- |
| Skulptur Heiliger Laurentius | Kalkstein, farbig gefasst, 18. Jahrhundert | in der Kirche St-Laurent (Lage) | PM55002644    | Inscrit      | 2007  |      |
| Skulptur Madonna mit Kind    | Stein, farbig gefasst, 18. Jahrhundert     | in der Kirche St-Laurent (Lage) | PM55002643    | Inscrit      | 2007  |      |
| Skulptur Heiliger Nikolaus   | Holz, farbig gefasst, 18. Jahrhundert      | in der Kirche St-Laurent (Lage) | PM55002645    | Inscrit      | 2007  |      |